# 南極プレート

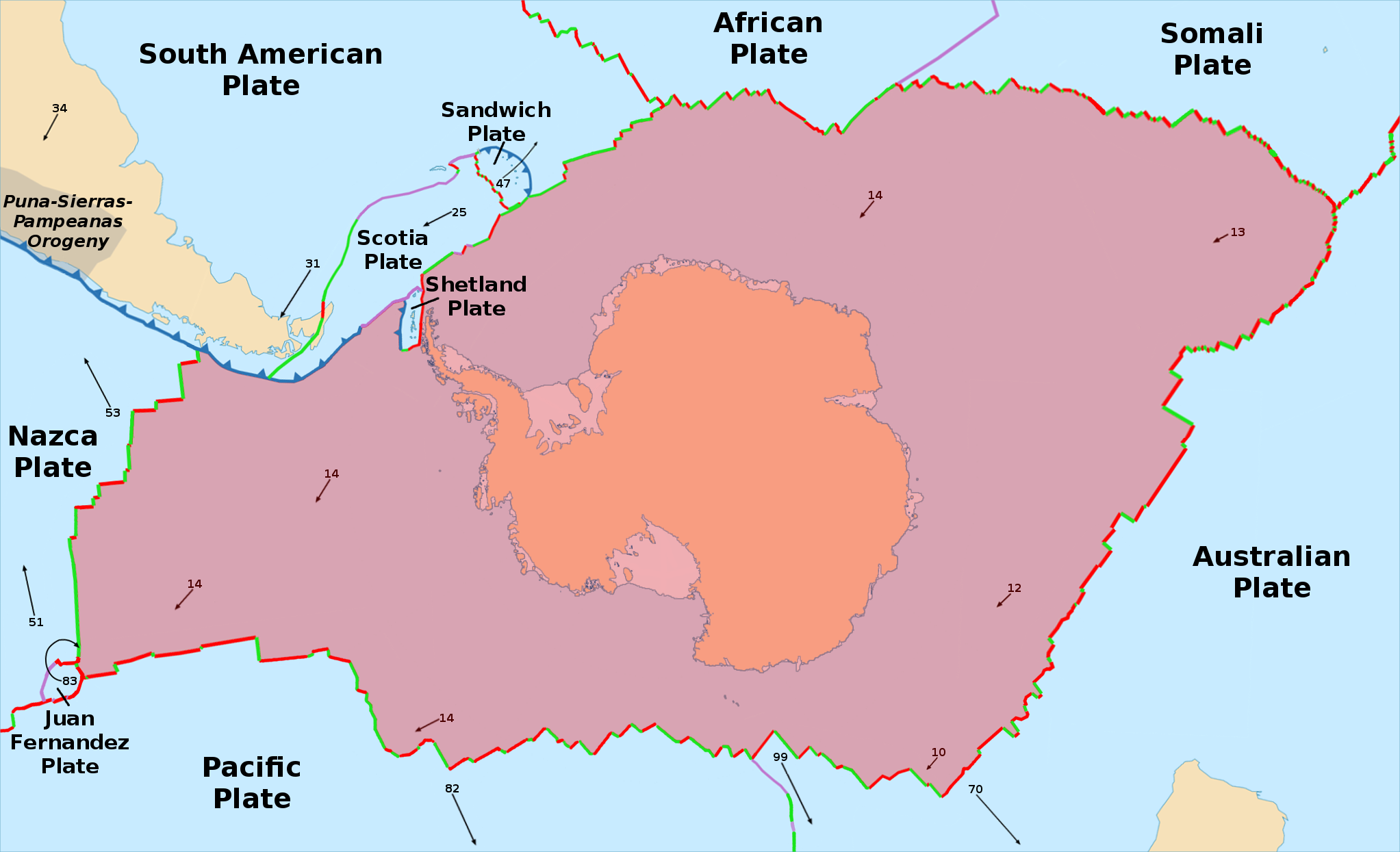
南極プレート

青色が南極プレート

南極プレート（なんきょくプレート）は、地球に存在する大きなプレートである。ほとんどの部分は花崗岩を含んだ「軽い」大陸地殻で構成されているが、玄武岩を含む重い海洋地殻の部分も少し存在する可能性がある。

## 位置と境界
南極プレートは南極大陸全体とそれを取り囲む南極海の部分に広がっており、部分的には太平洋とインド洋の南部にまで広がっている。南極プレートは地球の南側の面の大部分を広く覆っている。南極プレートはその北方で（時計回りに）南アメリカプレート、アフリカプレート、オーストラリアプレート、太平洋プレート、ナスカプレートと隣接している。巨大なプレートと隣接する境界部分には小さいプレートがいくつか存在する可能性もある。しかしまだそのようなプレートが存在するかどうかは確実には解明されていない。南アメリカプレートと南極プレートの間にはスコシアプレートという小さなプレートの存在が想定されている。南極プレートの面積は約1690万平方kmであり、地球上のプレートのうち5番目に大きい。

## 活動
南極プレートはプレートテクトニクスの運動によって大西洋の方向に動いている。南極プレートの絶対運動の速度は毎年約1cmから2cm程度であり、プレートの絶対運動としては小さい。地球の他の全てのプレートも同じように絶え間なく運動しているが、南極プレートと他のプレートとの間の相対速度も一般的に小さい。例えば太平洋プレートとの間の相対運動は平均して1年あたり1cm程度である。
南極プレートは海の底にある境界だけで他の多くの巨大な大陸プレートと隣接しているプレートである。このために海洋底拡大の現象は広範囲で起こっており、特に太平洋プレートとオーストラリアプレートとの境界部分で最も速い。
南極プレートの大きな特徴は、周囲が全て海嶺とトランスフォーム断層のみで囲まれており、沈み込み帯が存在しないことである。

## 地震
近年の観測体制の進歩により、地震計も多く設置され始めているが、南極近辺で発生する地震活動は他のプレート間地震と比較して少ないとされていたが、単に地震計が少数であったために観測されていなかっただけで地震活動は活発なのではないかとする研究が注目を集めている。実際にスコシアプレートと隣接する地帯では地震活動が活発であり、南太平洋でも1998年にM7.9を観測する非常に大きな地震も発生している。